# نورسمن
نورسمن (به انگلیسی: Noorduyn_Norseman) یک هواگرد از نوع هواگرد عمومی ساخت شرکت Noorduyn Aircraft Ltd است. هواگرد نورسمن نخستین پروازش را در ۱۴ نوامبر ۱۹۳۵ میلادی انجام داد. در مجموع، تعداد ۹۰۴ فروند از این هواگرد ساخته شده‌است.
طراح این هواگرد، Robert B.C. Noorduyn بود.